# Uznanie długu
Uznanie długu – czynność dłużnika dokonana wobec wierzyciela, z której wynika chęć zapłaty długu lub przynajmniej przyznanie istnienia obowiązku spełnienia świadczenia. Uznanie długu przed upływem terminu przedawnienia prowadzi do jego przerwania. Uznanie roszczenia przedawnionego jest prawnie bezskuteczne, albowiem dla zniesienia skutków przedawnienia niezbędne jest wyraźne zrzeczenie się przez dłużnika prawa skorzystania z tego zarzutu. Uznanie długu ma istotne znaczenie dowodowe w sferze procesu cywilnego, albowiem wierzyciel przedstawiający dowód uznania długu przez dłużnika nie musi wykazywać w inny sposób istnienia swej wierzytelności. Dłużnika obciąża wówczas powinność wykazania, że uznana wierzytelność w rzeczywistości nie istnieje.
W nauce prawa wyróżnia się:
- uznanie właściwe, które jest umową zawartą pomiędzy wierzycielem a dłużnikiem, w której strony ustalają, że istnieje pomiędzy nimi dług o określonej wysokości i terminie płatności, oraz
- uznanie niewłaściwe będące każdym innym zachowanien dłużnika, z którego wynika świadomość istnienia długu oraz obowiązku jego zapłaty. Należą tu wszelkiego rodzaju prośby o prolongatę zadłużenia, rozłożenie na raty, umorzenie części długu.

Uznanie długu nie jest objęte wymogiem formy szczególnej, może być dokonane ustnie, np. podczas rozmowy telefonicznej.